# Lanvollon
Lanvollon település Franciaországban, Côtes-d’Armor megyében. Lakosainak száma 1907 fő (2022. január 1.). Lanvollon Lannebert, Goudelin, Pléguien és Tressignaux községekkel határos.

## Népesség
A település népességének változása:
| Lakosok száma | 1111 | 1423 | 1427 | 1644 | 1749 | 1749 | 1778 | 1780 | 1781 | 1907 |
|               | 1968 | 1982 | 1990 | 2006 | 2013 | 2015 | 2017 | 2019 | 2020 | 2022 |